# Im Schatten des Berges
Im Schatten des Berges ist ein deutscher Spielfilm des Regisseurs Alois Johannes Lippl aus dem Jahr 1940 mit Attila Hörbiger, Hansi Knoteck und Winnie Markus in den Hauptrollen. Das Drehbuch verfasste der Regisseur zusammen mit Rudo Ritter und Josef Friedrich Perkonig. In Deutschland kam der Streifen das erste Mal am 18. Dezember 1940 in die Kinos. 

## Handlung
Andreas Aichbichler leitet die Bergwacht von Heiligengeist. Bei einer Bergung stürzt einer der Retter tödlich ab. Margret Murhaupt, eine Verwandte des Verunglückten, ist so geschockt, dass sie ihren Verlobten Andreas vor die Wahl stellt, sich entweder für die Bergwacht oder aber für sie zu entscheiden. Widerstrebend gibt dieser nach und erfüllt ihren Wunsch. Darauf wird Andreas von seinen Bergwacht-Kameraden gemieden, weil sie für sein Handeln kein Verständnis haben. Einer nennt ihn gar einen Feigling. Dies aber schmerzt den jungen Mann so sehr, dass er den Bewohnern seines Heimatdorfes beweisen will, was für ein Kerl er ist. Er wagt die Besteigung der gefährlichen Teufelswand, die bisher noch kein Mensch bezwungen hat. Darüber ist Margret so besorgt, dass sie sich hilfesuchend an die ehemaligen Bergkameraden ihres Verlobten wendet. Bald reift in ihr die Erkenntnis, dass sie mit ihrem Verhalten nicht nur Andreas, sondern auch der ganzen Bergwacht Unrecht getan hat. 

## Kritik
„Menschliche und soziale Probleme in einem mittelmäßig inszenierten, pathetischen Bergdrama.“

## Quelle
- Programm zum Film: „Illustrierte Film-Bühne“, erschienen im gleichnamigen Verlag in München, Nr. 753